# Chelip
Chelip（チェリップ）は、日本のアイドル（マルチタレント）ユニット。鳥取県出身。

## 概要
2009年10月に開校されたサンミュージックアカデミー米子校1期生選考メンバーにより2010年8月に結成された山陰放送プロデュースによる鳥取県初のアイドルグループ「ラッテフレンズ」で活動中だった井次麻友と藤井美音が、2012年4月に開催されていた『国際まんが博』でMCとパフォーマンスをしていたことがきっかけで、2012年8月24日に元アイドルデュオ「パンプキン」の小川ますみ（サンミュージックアカデミー米子校総主任）のプロデュースにより、現役女子高生アイドルユニットとして結成。同年10月17日に1stCD「Che Che Chelip 〜魔法のコトバ〜」でインディーズCDデビュー。
ユニット名は「cherry」と「lip」を組み合わせた造語（かばん語）である。
地方アイドルとしてはまんが王国とっとりスペシャルサポーター就任・メジャー作家を起用したCDデビュー・BSS山陰放送のテレビ番組生放送デビュー・コミュニティFMでの番組開始と規格外の各種デビュープロモーションを行った。
2013年秋より、サンミュージックアカデミーの業務管理下にて、セルフプロデュース（ChelipWorks 所属）運営。山陰を拠点とするアイドルとして、初のオリコンチャートイン（シングル・アルバム）をしている。
2016年12月にはディスクユニオンのアイドル専門レーベル「doles U」に所属し、第3弾アイドルとして6thCDを発売。鳥取県を活動拠点とし、全国で各種ライブやイベント活動をしており、アイドル活動の傍ら女優・声優・MC等でもテレビやラジオ、各種行政のイベントにも出演している。
2019年8月31日の鳥取県米子市公会堂大ホールのワンマンライブにてアイドルは引退するが、Chelipの名前を残すために解散はしないとのこと。

### ラッテフレンズとの関係
2人とも鳥取県初のアイドル「ラッテフレンズ」(2010年〜)のメンバーでありながら「ラッテフレンズからは派生していない」という位置づけにあり、「Chelipとしての出演」と「ラッテフレンズとしての出演」は明確に区別されている。もっともChelip公式Twitterでは、ラッテフレンズとしての出演の様子も呟いている。

## メンバー
- 井次 麻友（いつぐ まゆ、1994年12月11日[2] - ）
鳥取県境港市出身[2]。血液型A型。
2021年7月7日、自身のSNSで入籍を発表した[3]
- 藤井 美音（ふじい みおん、1996年6月4日[2] - ）
鳥取県米子市出身[2]。血液型O型[1]。
小学2年から中学生まで新体操を習っていた[1]。
AKB48第12期生最終オーディション、さんみゅ〜社内最終オーディションまで残ったことがある[要出典]。
アイドル活動終了後は『なまラテ』（2020年1月 - 2021年3月）『etime』（2021年4月 - 12月）『生たまごBang!』（2021年4月 - ）といった山陰放送の番組にレギュラー出演[1] 、中海CATV、日本海ケーブルテレビ、その他コマーシャルに出演したり不定期にアイドルイベントにゲスト出演している。

## 略歴
- 2012年08月24日 - ユニット結成。
- 2012年09月29日 - 山陰放送「土曜日の生たまご」にてテレビ公開生放送でデビュー曲を披露。
- 2012年10月04日 - DARAZ FMにて「Chelipのぷぷぷ」の放送開始。
- 2012年10月17日 - 「Che Che Chelip 〜魔法のコトバ〜」でインディーズレーベルCDデビュー。山陰のアイドルでは初のシングルCDの発売となる。
- 2013年01月20日 - diskUNION東京下北沢店にて都内初のインストアライブを行う。
- 2013年06月01日 - TBSテレビ番組のランク王国「ご当地アイドルランキングベスト10」にて8位にランクイン。
- 2013年10月01日 - サンミュージックアカデミーの業務管理下にて独自運営（ChelipWorks所属）となる。
- 2014年01月10日 - サンミュージックのアイドルグループ・さんみゅ～のマネージャー公認でさんみゅ～のカバーをライブで行うようになる[注釈 2]。
- 2014年03月07日 - J3リーグガイナーレ鳥取もりあげ隊に任命。
- 2014年04月26日 - 朝日新聞 鳥取地方版の毎週土曜日連載コラム「ちぇりっぷのPiPiPi」掲載開始。
- 2014年07月16日 - 2ndシングル「恋愛至上主義」発売。
- 2014年08月13日 - アーケードゲームのBEMANIシリーズ（コナミデジタルエンタテインメント）にChelipの楽曲が採用され公開開始。
- 2014年10月05日 - 上野アメ横「アイドル劇場」（あまちゃんロケ地）にて鳥取県の公式後援のもと、地方物産展&ライブ企画として全国初主催&初開催。
- 2014年12月30日 - アイドル楽曲大賞地方インディーズ部門で「恋愛至上主義」が11位入賞。
- 2015年03月10日 - タワーレコードのアイドル専門レーベル「T-Palette Records」から発売されたコンピレーションアルバム「Japan Idol File 2」にChelipの「恋愛至上主義」が収録された。
- 2015年08月15日 - 3rdシングル「Change the Power!!!」を初の全国流通発売。コーラスに中村綾（ex.ミラクルマーチ）が参加[4]。山陰のアイドルでは初のオリコンチャートインをする。オリコン総合デイリー38位、総合ウィークリー154位、インディーズウィークリー17位。
- 2015年12月30日 - 4thシングル「again/希望交響曲」を初の別タイプ（TypeA/TypeB）で全国流通発売。オリコン総合デイリー17位、総合ウィークリー48位、インディーズウィークリー5位。
- 2016年08月10日 - 5thシングル「あなたへ」をQUEENS RECORD(オリジナルレーベル)より鈴木花純とのスプリットCDとして全国流通発売。
- 2016年10月15日 - avex traxから発売されたコンピレーションアルバム ｢EXA IDOL COMPLEX〜Super duper!｣に、鈴木花純(ex.テレジア)&Chelipでカバーした「出逢った頃のように」（オリジナル歌唱：Every Little Thing）が収録された。
- 2016年12月14日 - 6thシングル「it's SHOWTIME/KeepOn｣をディスクユニオンのアイドル専門レーベル「doles U」の第3弾アイドルとして全国流通発売及び各種ダウンロード配信開始。
- 2017年04月12日 - サイバーエージェントが運営するFRESH!にChelip-chを開設。
- 2017年08月23日 - 7thシングル「輝る風の中の全て/これって恋だと思うんだ｣をディスクユニオンのアイドル専門レーベル「doles U」より全国流通発売及び各種ダウンロード配信開始。
- 2018年02月07日 - 8thシングル「ソング・フォー・ユー/Lovin' You｣をディスクユニオンのアイドル専門レーベル「doles U」より全国流通発売及び各種ダウンロード配信開始、オリコン総合ウィークリー166位、インディーズウィークリー15位。
- 2018年04月26日 - Chelip公式写真販売サイト「Photo Chelip Website」を開設。
- 2018年11月07日 - 9thシングル「サマータイムシンデレラ｣をディスクユニオンのアイドル専門レーベル「doles U」より全国流通発売及び各種ダウンロード配信開始、オリコン総合ウィークリー126位、インディーズウィークリー12位。
- 2019年03月22日 - デビュー時より念願であった東京都内での単独ホールワンマンライブをクラウドファンディングにて合計1,486,000円を達成しルーテル市ヶ谷ホールにて開催した。
- 2019年05月02日 - 地元での定期公演にて今年の8月31日の米子市公会堂大ホールのワンマンライブにてアイドル活動引退、及び7月24日にベストアルバム発売を発表。
- 2019年07月24日 - ベストアルバム「LAST FIRST- CHELIP ALL TIME BEST -」発売、オリコン週間アルバムランキング276位 。
- 2019年08月31日 - 米子市公会堂大ホール(定員1126名)ワンマンライブにてアイドル活動引退。
- 2020年03月09日 - ドキュメンタリーDVD『Chelip ふたりのprologue～その日、永遠になったふたり』、写真集 『Chelip LAST FIRST ETERNAL HOME ONEMAN LIVE』を発売。

## 過去のレギュラー番組・出演
- 毎週土曜日23:00 - 23:30にDARAZ FM（同時配信エフエムいずも）にて「Chelipのぷぷぷ」（詳細後述）。
- 月に1回、鳥取県米子市内や島根県のライブハウスにて定期公演を開催。
- 2014年・2015年・2016年は日本サッカーリーグに所属のガイナーレ鳥取の「ガイナーレ鳥取もりあげ隊」、2017年・2018年は「ガイナレディーズ」、2019年はガイナーレ鳥取特別応援リーダーに就任。

## 作品

### CDシングル
| # | 発売日         | タイトル | 収録曲 | 収録曲                          | 収録曲                      | 収録曲                      | 収録曲                      | レーベル         | 品番              |
| # | 発売日         | タイトル | #      | タイトル                        | 作詞                        | 作曲                        | 編曲                        | レーベル         | 品番              |
| - | -------------- | --- | ------ | ------------------------------- | --------------------------- | --------------------------- | --------------------------- | ---------------- | ----------------- |
| 1 | 2012年10月17日 | Che Che Chelip〜魔法のコトバ〜 | 1      | Che Che Chelip〜魔法のコトバ〜  | 小川ますみ                  | 浜田ピエール裕介            | 浜田ピエール裕介            | Cuel             | Cuel-001          |
| 1 | 2012年10月17日 | Che Che Chelip〜魔法のコトバ〜 | 2      | アシンメトリー                  | 金本忠                      | 浜田ピエール裕介            | 浜田ピエール裕介            | Cuel             | Cuel-001          |
| 2 | 2014年07月16日 | 恋愛至上主義 | 1      | 恋愛至上主義                    | 浜田ピエール裕介            | 浜田ピエール裕介            | 浜田ピエール裕介            | P.I.M. Records   | PIM-0002          |
| 2 | 2014年07月16日 | 恋愛至上主義 | 2      | アン デュ トロア(un deux trois) | 浜田ピエール裕介            | 浜田ピエール裕介            | 浜田ピエール裕介            | P.I.M. Records   | PIM-0002          |
| 2 | 2014年07月16日 | 恋愛至上主義 | 3      | 恋愛至上主義 (inst)             | （インスト）                | （インスト）                | （インスト）                | P.I.M. Records   | PIM-0002          |
| 2 | 2014年07月16日 | 恋愛至上主義 | 4      | アン デュ トロア (inst)         | （インスト）                | （インスト）                | （インスト）                | P.I.M. Records   | PIM-0002          |
| 3 | 2015年08月15日 | Change the Power!!! ※ミントグリーンVer.を10月に追加 オリコン総合デイリー38位、総合ウィークリー154位、インディーズウィークリー17位    | 1      | Change the Power!!!             | あおまふ                    | サワサキヨシヒロ            | 田中哲也 江夏正晃           | Runzan Music     | RMCC-3            |
| 3 | 2015年08月15日 | Change the Power!!! ※ミントグリーンVer.を10月に追加 オリコン総合デイリー38位、総合ウィークリー154位、インディーズウィークリー17位    | 2      | ガールズ・ミッドナイト          | あおまふ                    | サワサキヨシヒロ            | 田中哲也 江夏正晃           | Runzan Music     | RMCC-3            |
| 3 | 2015年08月15日 | Change the Power!!! ※ミントグリーンVer.を10月に追加 オリコン総合デイリー38位、総合ウィークリー154位、インディーズウィークリー17位    | 3      | Change the Power!!! (inst)      | （インスト）                | （インスト）                | （インスト）                | Runzan Music     | RMCC-3            |
| 3 | 2015年08月15日 | Change the Power!!! ※ミントグリーンVer.を10月に追加 オリコン総合デイリー38位、総合ウィークリー154位、インディーズウィークリー17位    | 4      | ガールズ・ミッドナイト (inst)   | （インスト）                | （インスト）                | （インスト）                | Runzan Music     | RMCC-3            |
| 4 | 2015年12月30日 | again/希望交響曲 ※<TypeA/TypeB>発売 オリコン総合デイリー17位、総合ウィークリー48位、インディーズウィークリー5位                      | 1      | again                           | 森永康之                    | 森永康之                    | 荒木陽太郎                  | どうぶつレコード | <TypeA> DRCC-0004 |
| 4 | 2015年12月30日 | again/希望交響曲 ※<TypeA/TypeB>発売 オリコン総合デイリー17位、総合ウィークリー48位、インディーズウィークリー5位                      | 2      | 希望交響曲                      | よねざわやすゆき            | よねざわやすゆき            | 荒木陽太郎                  | どうぶつレコード | <TypeA> DRCC-0004 |
| 4 | 2015年12月30日 | again/希望交響曲 ※<TypeA/TypeB>発売 オリコン総合デイリー17位、総合ウィークリー48位、インディーズウィークリー5位                      | 3      | again(inst)                     | （インスト）                | （インスト）                | （インスト）                | どうぶつレコード | <TypeB> DRCC-0005 |
| 4 | 2015年12月30日 | again/希望交響曲 ※<TypeA/TypeB>発売 オリコン総合デイリー17位、総合ウィークリー48位、インディーズウィークリー5位                      | 4      | 希望交響曲(inst)                | （インスト）                | （インスト）                | （インスト）                | どうぶつレコード | <TypeB> DRCC-0005 |
| 5 | 2016年08月10日 | あなたへ ※スプリットCDとして2枚発売 Chelip(QRC-001) 鈴木花純(QRC-002) ※各CDにはそれぞれのアーティストの歌唱のみ収録                  | 1      | あなたへ〜Chelip Ver            | 鈴木花純                    | 遠藤正樹(つぶP)             | 遠藤正樹(つぶP)             | QUEENS RECORD    | QRC-001           |
| 5 | 2016年08月10日 | あなたへ ※スプリットCDとして2枚発売 Chelip(QRC-001) 鈴木花純(QRC-002) ※各CDにはそれぞれのアーティストの歌唱のみ収録                  | 2      | あなたへ〜花純 Ver              | 鈴木花純                    | 遠藤正樹(つぶP)             | 遠藤正樹(つぶP)             | QUEENS RECORD    | QRC-001           |
| 6 | 2016年12月14日 | it's SHOWTIME/KeepOn ※<TypeA/TypeB>発売                                                                                              | 1      | it's SHOWTIME                   | 筑田浩志                    | 筑田浩志                    | 筑田浩志                    | doles U          | <TypeA> DOLU-5    |
| 6 | 2016年12月14日 | it's SHOWTIME/KeepOn ※<TypeA/TypeB>発売                                                                                              | 2      | KeepOn                          | SAWA                        | SAWA                        | SAWA                        | doles U          | <TypeA> DOLU-5    |
| 6 | 2016年12月14日 | it's SHOWTIME/KeepOn ※<TypeA/TypeB>発売                                                                                              | 3      | it's SHOWTIME(inst)             | （インスト）                | （インスト）                | （インスト）                | doles U          | <TypeB> DOLU-6    |
| 6 | 2016年12月14日 | it's SHOWTIME/KeepOn ※<TypeA/TypeB>発売                                                                                              | 4      | KeepOn(inst)                    | （インスト）                | （インスト）                | （インスト）                | doles U          | <TypeB> DOLU-6    |
| 7 | 2017年8月23日  | 輝る風の中の全て/これって恋だと思うんだ ※曲順とレーベル面とジャケット違いで大人ver/少女verを発売                                     | 1      | 輝る風の中の全て                | 小林清美                    | 小林清美                    | 和田洋平                    | doles U          | 大人ver DOLU-11   |
| 7 | 2017年8月23日  | 輝る風の中の全て/これって恋だと思うんだ ※曲順とレーベル面とジャケット違いで大人ver/少女verを発売                                     | 2      | これって恋だと思うんだ          | 長谷泰宏                    | 長谷泰宏                    | 長谷泰宏                    | doles U          | 大人ver DOLU-11   |
| 7 | 2017年8月23日  | 輝る風の中の全て/これって恋だと思うんだ ※曲順とレーベル面とジャケット違いで大人ver/少女verを発売                                     | 3      | 輝る風の中の全て(inst)          | （インスト）                | （インスト）                | （インスト）                | doles U          | 少女ver DOLU-12   |
| 7 | 2017年8月23日  | 輝る風の中の全て/これって恋だと思うんだ ※曲順とレーベル面とジャケット違いで大人ver/少女verを発売                                     | 4      | これって恋だと思うんだ(inst)    | （インスト）                | （インスト）                | （インスト）                | doles U          | 少女ver DOLU-12   |
| 8 | 2018年2月7日   | ソング・フォー・ユー/Lovin' You ※ジャケット違い<TypeA/TypeB>発売 オリコン総合ウィークリー166位、インディーズウィークリー15位         | 1      | ソング・フォー・ユー            | Ram On                      | Ram On                      | Ram On                      | doles U          | <TypeA> DOLU-15   |
| 8 | 2018年2月7日   | ソング・フォー・ユー/Lovin' You ※ジャケット違い<TypeA/TypeB>発売 オリコン総合ウィークリー166位、インディーズウィークリー15位         | 2      | Lovin' You                      | connie                      | connie                      | Dr.Usui                     | doles U          | <TypeA> DOLU-15   |
| 8 | 2018年2月7日   | ソング・フォー・ユー/Lovin' You ※ジャケット違い<TypeA/TypeB>発売 オリコン総合ウィークリー166位、インディーズウィークリー15位         | 3      | ソング・フォー・ユー(inst)      | （インスト）                | （インスト）                | （インスト）                | doles U          | <TypeB> DOLU-16   |
| 8 | 2018年2月7日   | ソング・フォー・ユー/Lovin' You ※ジャケット違い<TypeA/TypeB>発売 オリコン総合ウィークリー166位、インディーズウィークリー15位         | 4      | Lovin' You(inst)                | （インスト）                | （インスト）                | （インスト）                | doles U          | <TypeB> DOLU-16   |
| 9 | 2018年11月7日  | サマータイムシンデレラ/フラッシュバック ※ジャケット違い<TypeA/TypeB>発売 オリコン総合ウィークリー126位、インディーズウィークリー12位 | 1      | サマータイムシンデレラ          | 秋野温-鶴                   | 秋野温-鶴                   | 秋野温-鶴                   | doles U          | <TypeA> DOLU-19   |
| 9 | 2018年11月7日  | サマータイムシンデレラ/フラッシュバック ※ジャケット違い<TypeA/TypeB>発売 オリコン総合ウィークリー126位、インディーズウィークリー12位 | 2      | フラッシュバック                | りりかる＊ことぱぉ-AH(嗚呼) | りりかる＊ことぱぉ-AH(嗚呼) | りりかる＊ことぱぉ-AH(嗚呼) | doles U          | <TypeA> DOLU-19   |
| 9 | 2018年11月7日  | サマータイムシンデレラ/フラッシュバック ※ジャケット違い<TypeA/TypeB>発売 オリコン総合ウィークリー126位、インディーズウィークリー12位 | 3      | サマータイムシンデレラ(inst)    | （インスト）                | （インスト）                | （インスト）                | doles U          | <TypeB> DOLU-20   |
| 9 | 2018年11月7日  | サマータイムシンデレラ/フラッシュバック ※ジャケット違い<TypeA/TypeB>発売 オリコン総合ウィークリー126位、インディーズウィークリー12位 | 4      | フラッシュバック(inst)          | （インスト）                | （インスト）                | （インスト）                | doles U          | <TypeB> DOLU-20   |

### アナログレコード
|   | 発売日         | タイトル                                  | # | タイトル                                            | レーベル | 品番    |
| - | -------------- | ----------------------------------------- | - | --------------------------------------------------- | -------- | ------- |
| 1 | 2021年02月24日 | 君へのprologue/Partyは終わらない(7インチ) | 1 | 君へのprologue 作詞・作曲：小林清美、編曲：和田洋平 | doles U  | DOLU-33 |
| 1 | 2021年02月24日 | 君へのprologue/Partyは終わらない(7インチ) | 2 | Partyは終わらない 作詞・作曲・編曲：筑田浩志        | doles U  | DOLU-33 |

### CDアルバム
|   | 発売日        | タイトル                                                               | #      | #  | 収録曲                                                        | レーベル | 品番       |
| - | ------------- | ---------------------------------------------------------------------- | ------ | -- | ------------------------------------------------------------- | -------- | ---------- |
| 1 | 2019年7月24日 | LAST FIRST- CHELIP ALL TIME BEST - オリコン週間アルバムランキング276位 | Disik1 | 1  | Che Chel Chelip～魔法のコトバ～                               | doles U  | DOLU-25/26 |
| 1 | 2019年7月24日 | LAST FIRST- CHELIP ALL TIME BEST - オリコン週間アルバムランキング276位 | Disik1 | 2  | アシンメトリー                                                | doles U  | DOLU-25/26 |
| 1 | 2019年7月24日 | LAST FIRST- CHELIP ALL TIME BEST - オリコン週間アルバムランキング276位 | Disik1 | 3  | 恋愛至上主義                                                  | doles U  | DOLU-25/26 |
| 1 | 2019年7月24日 | LAST FIRST- CHELIP ALL TIME BEST - オリコン週間アルバムランキング276位 | Disik1 | 4  | アン デュ トロア                                              | doles U  | DOLU-25/26 |
| 1 | 2019年7月24日 | LAST FIRST- CHELIP ALL TIME BEST - オリコン週間アルバムランキング276位 | Disik1 | 5  | Change the Power!!!                                           | doles U  | DOLU-25/26 |
| 1 | 2019年7月24日 | LAST FIRST- CHELIP ALL TIME BEST - オリコン週間アルバムランキング276位 | Disik1 | 6  | ガールズ・ミッドナイト                                        | doles U  | DOLU-25/26 |
| 1 | 2019年7月24日 | LAST FIRST- CHELIP ALL TIME BEST - オリコン週間アルバムランキング276位 | Disik1 | 7  | again                                                         | doles U  | DOLU-25/26 |
| 1 | 2019年7月24日 | LAST FIRST- CHELIP ALL TIME BEST - オリコン週間アルバムランキング276位 | Disik1 | 8  | 希望交響曲                                                    | doles U  | DOLU-25/26 |
| 1 | 2019年7月24日 | LAST FIRST- CHELIP ALL TIME BEST - オリコン週間アルバムランキング276位 | Disk2  | 1  | it's SHOWTIME                                                 | doles U  | DOLU-25/26 |
| 1 | 2019年7月24日 | LAST FIRST- CHELIP ALL TIME BEST - オリコン週間アルバムランキング276位 | Disk2  | 2  | KeepOn                                                        | doles U  | DOLU-25/26 |
| 1 | 2019年7月24日 | LAST FIRST- CHELIP ALL TIME BEST - オリコン週間アルバムランキング276位 | Disk2  | 3  | 輝る風の中の全て                                              | doles U  | DOLU-25/26 |
| 1 | 2019年7月24日 | LAST FIRST- CHELIP ALL TIME BEST - オリコン週間アルバムランキング276位 | Disk2  | 4  | これって恋だと思うんだ                                        | doles U  | DOLU-25/26 |
| 1 | 2019年7月24日 | LAST FIRST- CHELIP ALL TIME BEST - オリコン週間アルバムランキング276位 | Disk2  | 5  | ソング・フォー・ユー                                          | doles U  | DOLU-25/26 |
| 1 | 2019年7月24日 | LAST FIRST- CHELIP ALL TIME BEST - オリコン週間アルバムランキング276位 | Disk2  | 6  | Lovin' You                                                    | doles U  | DOLU-25/26 |
| 1 | 2019年7月24日 | LAST FIRST- CHELIP ALL TIME BEST - オリコン週間アルバムランキング276位 | Disk2  | 7  | サマータイムシンデレラ                                        | doles U  | DOLU-25/26 |
| 1 | 2019年7月24日 | LAST FIRST- CHELIP ALL TIME BEST - オリコン週間アルバムランキング276位 | Disk2  | 8  | フラッシュバック                                              | doles U  | DOLU-25/26 |
| 1 | 2019年7月24日 | LAST FIRST- CHELIP ALL TIME BEST - オリコン週間アルバムランキング276位 | Disk2  | 9  | 君へのprologue<追加収録> 作詞・作曲：小林清美、編曲：和田洋平 | doles U  | DOLU-25/26 |
| 1 | 2019年7月24日 | LAST FIRST- CHELIP ALL TIME BEST - オリコン週間アルバムランキング276位 | Disk2  | 10 | Partyは終わらない<追加収録> 作詞・作曲・編曲：筑田浩志        | doles U  | DOLU-25/26 |

### CDコンピレーションアルバム
| # | 発表日         | タイトル                       | レーベル          | 内容                                                                                              |
| - | -------------- | ------------------------------ | ----------------- | ------------------------------------------------------------------------------------------------- |
| 1 | 2015年03月10日 | Japan Idol File 2              | T-Palette Records | 規格品番：TPRC-0126 6枚組100組100曲収録 1枚目の3曲目にChelipの「恋愛至上主義」が収録。            |
| 2 | 2016年10月15日 | EXA IDOL COMPLEX〜Super duper! | avex trax         | 規格品番：AVC1-93516 鈴木花純(ex.テレジア)&ChelipによるEvery Little Thing「出逢った頃のように」。 |

### CDその他
| # | 発表日         | タイトル                           | レーベル          | 内容 |
| - | -------------- | ---------------------------------- | ----------------- | --- |
| 1 | 2016年03月26日 | SAWASAKI IS BACK!/サワサキヨシヒロ | Naturally Gushing | 規格品番：DRYS0001A 1曲目「onsen girls」、7曲目「onsen girls (long mix)」にてゲストボーカル収録 |
| 2 | 2017年03月18日 | it's 省エネ TIME                   | 鳥取県            | 「みんなで始める県民エコ運動キックオフ!!」イベントの鳥取県省エネソングとして元ラッテフレンズの小谷緑さんの作詞による「it's SHOWTIME」 替歌をCDRにて配布, 2017年7月4日より毎週火曜日放送のDARAZ FM 「未来のために COOL CHOICE」のテーマ曲に採用 |
| 3 | 2019年05月22日 | GAMORI 3/BUBBLE-B                  | TOY LABEL         | 規格品番：TOY-051 18曲目「Change the Power!!! - BUBBLE-B REMIX」を収録 |

### DVD・BD
| # | 発売日         | タイトル                                           | 型番    | 金額          | 発行元      | 備考                                            |
| - | -------------- | -------------------------------------------------- | ------- | ------------- | ----------- | ----------------------------------------------- |
| 1 | 2020年03月09日 | Chelip ふたりのplologue その日、永遠になったふたり | QRC-007 | 3,500円(税抜) | ChelipWorks | ドキュメンタリー、DVD-R                         |
| 2 | 2020年06月22日 | Chelip LAST FIRST HOME ONEMAN LIVE                 | QRC-008 | 4,300円(税抜) | ChelipWorks | ラストコンサート約3時間のフルライブを収録、BD-R |

### ライブ限定曲
| # | 発売日         | タイトル     | 作詞        | 作曲        | 編曲        |
| - | -------------- | ------------ | ----------- | ----------- | ----------- |
| 1 | 2013年04月28日 | 初恋スイッチ | ChelipWorks | ChelipWorks | ChelipWorks |
| 2 | 2013年07月21日 | イロハウタ   | ChelipWorks | shunya      | shunya      |
| 3 | 2014年03月15日 | Fantasista!  | ChelipWorks | shunya      | shunya      |

2019年10月9日に4thシングルとCD-Rのセット販売を開始。
| # | 発表日         | タイトル                   | レーベル      | 規格品番 | 内容               |
| - | -------------- | -------------------------- | ------------- | -------- | ------------------ |
| 1 | 2019年10月09日 | 希望交響曲/again＜TYPE A＞ | QUEENS RECORD | QRC-003  | 初恋スイッチ(CD-R) |
| 2 | 2019年10月09日 | 希望交響曲/again＜TYPE B＞ | QUEENS RECORD | QRC-004  | イロハウタ(CD-R)   |
| 3 | 2019年10月09日 | 希望交響曲/again＜TYPE C＞ | QUEENS RECORD | QRC-005  | Fantasista!(CD-R)  |

### ゲーム収録
アーケードゲーム
| 追加日                                             | ゲームタイトル                                     | 企画                                               | 収録曲                                             |
| BEMANIシリーズ（コナミデジタルエンタテインメント） | BEMANIシリーズ（コナミデジタルエンタテインメント） | BEMANIシリーズ（コナミデジタルエンタテインメント） | BEMANIシリーズ（コナミデジタルエンタテインメント） |
| -------------------------------------------------- | -------------------------------------------------- | -------------------------------------------------- | -------------------------------------------------- |
| 2014年08月13日                                     | Dance Dance Revolution                             | HORIPRO U.M.U×BEMANI                               | 「Che Che Chelip〜魔法のコトバ〜」                 |
| 2014年08月13日                                     | REFLEC BEAT groovin'!!                             | HORIPRO U.M.U×BEMANI                               | 「Che Che Chelip〜魔法のコトバ〜」                 |
| 2014年08月21日                                     | jubeat saucer fulfill                              | HORIPRO U.M.U×BEMANI                               | 「Che Che Chelip〜魔法のコトバ〜」                 |

### さんみゅ～カバー
サンミュージックからさんみゅ～の全曲の使用許可と音源提供を受けている。
- 2014年01月13日～「ファースト・デイト」- 岡田有希子の原曲をカバーした、さんみゅ～版。
- 2015年01月24日～「くちびるNetwork」- 岡田有希子の原曲をカバーした、さんみゅ～版。

## 定期公演
2012年11月16日より定期公演を米子市DreamStagePassにて開催されていたが、2019年8月31日でアイドル活動引退発表があり、2019年7月13日の第96回で終了となった。当初は第2・4金曜に開催されていたが、2014年1月からは基本的に月1回開催。開催場所はとくに定まっていない。
- 米子市 82回
- 松江市 04回
- 大阪市 06回
- 東京都 03回
- 新潟市 01回

## Chelipのぷぷぷ
2012年10月4日から2019年9月29日までDARAZ FMで放送されていたChelipの冠ラジオ番組で現行放送されていた国内地方アイドルとしては最長寿番組であり最多放送回数番組でもある。（2019年9月29日現在においてレギュラー放送は365回、別枠記念放送は7回）
2016年5月よりエフエムいずも、2018年10月6日より岡山シティエフエムでも放送が開始された。岡山シティエフエム番組編成上、本放送より2時間早いフライング放送となっている。
井次麻友と藤井美音がフリートークを繰り広げてからリクエスト曲を放送するシンプルかつオーソドックスなトーク番組 で、2014年1月からはそれに週替わりコーナーが追加されている。
収録はDARAZ CREATE BOX（DCB）の1FにあるDARAZ STUDIO（ダラスタ）で行われている事が藤井美音によって度々明かされている。着座位置はミキサー席から見て藤井美音が左で井次麻友が右。
2015年4月に藤井美音が県外の大学に進学 した関係でSkypeを使用した録音をする場合がある。
- 放送枠
  - 第001回 2012/10/04〜 木曜日 23:48～23:58 10分枠開始
  - 第027回 2013/04/06〜 土曜日 23:00～23:15 15分枠開始
  - 第066回 2014/01/04〜 土曜日 23:00～23:30 30分枠開始
- 記念放送
  - 2013/08/23 金曜日 Chelip結成1周年 特別編 in DSP
  - 2014/09/13 土曜日 Chelipのぷぷぷ 100回記念放送番組
  - 2015/01/10 土曜日 Chelipのぷぷぷ 新春公開生放送SP
  - 2015/08/23 日曜日 Chelipのぷぷぷ 3周年だよ！全員集合！
  - 2017/10/08 日曜日 Chelipのぷぷぷ5周年記念放送番組
  - 2018/07/28 土曜日 Chelipのぷぷぷ300回記念特別生放送番組「フェスティバル カーニバル 祭り！」
  - 2019/09/29 日曜日 Chelipのぷぷぷ最終回特別放送番組「12時過ぎても解けない魔法SP」
- ゲスト出演
  - 第082回 2014/04/26 GS2014からDJナオ
  - 第101回 2014/09/06 こすぴッと
  - 第105回 2014/10/04 黒まんじゅう
  - 第218回 2016/12/03 石川彩楓（はちきんガールズ）
  - 第235回 2017/04/01 S-QTY:R・my♪ラビッツ
  - 第287回 2018/03/31 秋山紘希（homme）
- その他
  - 第108回 2014/10/25 麻友と美音母による放送
  - 第166回 2015/12/04 羽田空港録音
  - 第167回 2015/12/12 美音と美音母による放送
  - 第218回 2016/12/03 調布FMにて録音
  - 第235回 2017/04/01 倉敷市Stylishスタジオにて録音
  - 第264・265回 2017/10/21 DARAZクリエイトボックスにて公開収録

## ガイナーレ鳥取
日本プロサッカーリーグ（Jリーグ）に加盟するガイナーレ鳥取の
- 2014年・2015年・2016年はガイナーレ鳥取もりあげ隊に任命。
- 2017・2018年はガイナレディーズに任命。
- 2019年はガイナーレ鳥取特別応援リーダーに任命。

スケジュールの調整を行い、出来るだけ試合もゴール裏で応援をしており、ハーフタイムや試合時に併設されるイベントにも参加している。
もりあげ隊任命以前の2012年12月9日には、チュウブYAJINスタジアム完成記念試合オープニングイベントに出演予定だったが、天候不良のため中止となった。その後、2016年3月27日にチュウブYAJINスタジアムで行われた「ガイナーレ鳥取 vs 松江シティFC」において、念願だったピッチでの歌唱パフォーマンスが実現した。

## ちぇりっぷのPiPiPi
2014年04月26日～2017年3月25日の第130回まで約3年間、毎週土曜日の朝日新聞鳥取地方版朝刊に連載されていたChelipのコラム。同日中に朝日新聞デジタルにも掲載される（会員登録は不要）。 国内地方アイドルとしては最長寿新聞コラムであり、著者は基本的には藤井美音→井次麻友→黒子（後述）のローテーション制で、タイトルロゴはイラストレーターで漫画家のカワチハルナ。
ちなみに朝日新聞東京本社には「アイドル取材班」が存在するが、その記者は8月5日に本連載の存在を知り「不覚」と呟いた。

## メディア出演
個人及び一部過去の活動も含まれる。

### テレビ
| 日付                            | 名称                                                                     | 内容 |
| ------------------------------- | ------------------------------------------------------------------------ | --- |
| 2012年01月06日                  | 山陰放送「テレポート山陰」                                               | 新年特別コーナー「今年にかける 山陰の美少女」藤井美音 |
| 2012年09月29日                  | 山陰放送「土曜日の生たまご」                                             | 秋のBSSまつり2012（米子市）スペシャル生放送 |
| 2012年10月05日                  | 中海テレビ放送「Chukai情報広場パルディア」                               | ゲスト出演、インタビュー＆歌、生放送 |
| 2013年01月08日                  | 山陰放送「テレポート山陰」                                               | 新年特別コーナー「今年にかける」 |
| 2013年06月01日                  | TBS「ランク王国 ご当地アイドル注目ベスト10」                             | 1位 Negicco/2位 Especia/3位 リンダIII世/4位 RYUTist/5位 はちきんガールズ/6位 テクプリ/7位 Rev.fromDVL/8位 Chelip/9位 Amigas/10位 水戸ご当地アイドル（仮） |
| 2013年07月10日                  | BSスカパー!「ご当地アイドルお取り寄せ図鑑」1回戦                         | 司会：南波一海、野呂佳代 |
| 2013年07月21日                  | 中海テレビ放送「がんばれ地域経済ビジネスNOW」                            | 「ご当地アイドルビジネス！」コーナー |
| 2013年07月31日                  | BSスカパー!「ご当地アイドルお取り寄せ図鑑 未公開VTRスペシャル」          | 司会：南波一海、野呂佳代 |
| 2013年08月16日 - 2013年09月16日 | スカパー アイドル専門チャンネルPigoo「ご当地アイドルお取り寄せライブ#2」 | オンデマンド配信有り |
| 2013年07月16日                  | BSスカパー!「ご当地アイドルお取り寄せ図鑑」2回戦                         | 司会：南波一海、野呂佳代 |
| 2013年02月09日                  | 中海テレビ放送「出会い ふれあい そぞろ歩き」                             | ガイナックスシアターオープン時のロケ映像 |
| 2014年08月02日                  | 中海テレビ放送「第41回 米子がいな祭 〜エンジョイ！ワッショイ！〜」       | ゲスト出演、インタビュー＆「恋するフォーチュンクッキー」フラッシュモブ参加 |
| 2014年08月08日                  | テレビ埼玉「ウタ娘」                                                     | ライブダイジェストで紹介 |
| 2014年08月29日                  | テレビ埼玉「ウタ娘」                                                     | ピックアップコーナーで紹介 |
| 2014年09月03日                  | 山陰放送「ナイーブ×Chelip」                                              | インフォマーシャル |
| 2014年09月20日                  | 山陰放送「秋のBSSまつり大感謝祭！VOL2」                                  | 生放送(12:00 - 12:54）、ラッテちゃん広島県大雨災害募金PR |
| 2014年12月26日                  | NHKニュース「おはよう日本」                                              | “けさの知りたい！”のコーナー、生放送 |
| 2014年12月27日                  | テレビ東京「出没！アド街ック天国」                                       | “年末年始に行きたい!上野SP”のコーナー |
| 2015年01月17日                  | 山陰放送「まいどっ♪」                                                    | ソニー・ピクチャーズ 『ANNIE/アニー』×DAM公開記念企画プレゼントコーナー |
| 2015年01月28日                  | 山陰放送「生たまごBang!」                                                | 冬のお楽しみスポット/らくちんスキー場情報コーナーに井次麻友が出演 |
| 2015年02月02日 - 2015年02月04日 | BSS山陰放送テレビ「新世代トークアプリ 755」CM                            | インフォマーシャル |
| 2015年03月06日 - 2015年03月12日 | 山陰放送「ナイーブ×Chelip」                                              | クラシエホームプロダクツ「ナイーブ」のインフォマーシャルの第2弾 |
| 2015年05月09日・16日            | スカパープレミアム「KawaiianTV LIVE #3」                                 | 収録場所：小倉市 あるあるYY劇場 |
| 2015年07月18日・25日            | 山陰放送「AWA×Chelip」                                                   | インフォマーシャル |
| 2015年08月18日                  | 山陰放送「テレポート山陰」                                               | 宇田川アナによるシリーズ企画“山陰のヒルメシ”にゲスト出演 |
| 2015年09月18日                  | 山陰放送 スマホRPG「剣と魔法のログレス」×Chelip前編                      | インフォマーシャル |
| 2015年09月25日                  | 山陰放送 スマホRPG「剣と魔法のログレス」×Chelip後編                      | インフォマーシャル |
| 2015年11月06日 - 2015年12月25日 | こども刑事めめたん                                                       | テレビ神奈川・BSS山陰放送・中海テレビ放送、千葉テレビ放送（2016年2月7日 - 2016年3月27日）、全8話、鳥取県名所紹介 |
| 2016年03月19日                  | 山陰放送「春のBSSまつり VOL1」                                           | 生放送 スマホRPG「剣と魔法のログレス」ブースにてPR |
| 2016年05月28日                  | 山陰放送「AbemaTV×Chelip」第1弾                                          | サイバーエージェント「AbemaTV」のインフォマーシャル、6月4日・6月11日にも放送 |
| 2016年06月28日                  | フジテレビ ONE TWO NEXT(CS放送)「TOKYO IDOL TV NEXT」                    | TOKYO IDOL FESTIVAL 2016 LOVES・HIROSHIMA〜男気も女気もあるけんねぇ〜 presented by Japan in Motion/TILプレミアム祝！TIFコラボライブ開催！、NOLIFE（フランスのケーブルテレビ）、テレビ新広島、テレビ西日本、北海道文化放送、テレビ静岡、高知さんさんテレビでも放送 |
| 2016年09月17日                  | 山陰放送「AbemaTV×Chelip」第2弾                                          | サイバーエージェント「AbemaTV」のインフォマーシャル、9月22日・10月1日・10月8日にも放送 |
| 2017年03月06日                  | NHK鳥取放送局「いちおしNEWSとっとり」                                    | ガイナーレガールズオーディション風景 |
| 2017年03月18日                  | 山陰放送「AbemaTV×Chelip」第3弾                                          | サイバーエージェント「AbemaTV」のインフォマーシャル。 3月25日・3月28日・4月8日にも放送 |
| 2017年07月30日                  | 山陰放送「第44回米子がいな祭り」                                         | 生放送、ゲスト：小島よしお、ハニートラップ、Chelip |
| 2017年09月16日                  | 山陰放送「AbemaTV×Chelip」第4弾                                          | サイバーエージェント「AbemaTV」のインフォマーシャル、9月23日・9月30日にも放送 |
| 2018年01月11･18日               | 千葉テレビ「シャキット!」                                                | 鳥取県大好きアイドルとして出演し境港市・米子市を案内、テレビ埼玉・テレビ神奈川でも放送 |
| 2018年03月31日                  | 山陰放送「AbemaTV×Chelip」第5弾                                          | サイバーエージェント「AbemaTV」のインフォマーシャル、4月1・7・14日にも放送 |
| 2018年09月23日                  | 山陰放送「AbemaTV×Chelip」第6弾                                          | サイバーエージェント「AbemaTV」のインフォマーシャル、9月29・30日、10月6日にも放送 |
| 2019年02月02日                  | 山陰放送「AbemaTV×Chelip」第7弾                                          | サイバーエージェント「AbemaTV」のインフォマーシャル、2月10・11・16日にも放送 |
| 2019年08月04日                  | 山陰放送「AbemaTV×Chelip」第8弾                                          | サイバーエージェント「AbemaTV」のインフォマーシャル、8月12・24・31にも放送 |
| 2019年08月27日                  | 山陰放送「テレポート山陰」                                               | Chelipアイドル引退今後は？ |
| 2019年11月23日                  | テレビ東京「孤独のグルメ Season8 第8話 鳥取出張編」                      | 藤井美音が出演。 日本海テレビ（日本テレビ系列）では同年12月20日未明に遅れネット。 |

### ラジオ
| 日付                            | 名称                       | 内容                                                                        |
| ------------------------------- | -------------------------- | --------------------------------------------------------------------------- |
| 2011年10月08日 - 2013年03月30日 | 山陰放送「ティンラジ」     | 毎週土曜日22:30 - 23:30、ラッテフレンズのメンバーとしてローテーションで参加 |
| 2012年10月04日 ～               | DARAZ FM「Chelipのぷぷぷ」 | 詳細後述                                                                    |

### 映画
| 日付       | 名称                      | 出演者             | 内容 |
| ---------- | ------------------------- | ------------------ | --- |
| 2011年09月 | 大特撮巨編ネギマン #1・#2 | 井次麻友           | ガイナックス制作、米子映画事変PR用特撮短編映画                                                                                    |
| 2012年10月 | 大特撮巨編ネギマン #3     | 井次麻友・藤井美音 | ガイナックス制作、米子映画事変PR用特撮短編映画                                                                                    |
| 2012年11月 | 大特撮巨編ネギマン #4     | 井次麻友・藤井美音 | ガイナックス制作、米子映画事変PR用特撮短編映画                                                                                    |
| 2015年03月 | じしょう米子              | 藤井美音           | 米子市・吉本興業共同制作の地域発信型映画、沖縄国際映画祭出品作品 ご当地アイドル「475Girls（ヨナゴガールズ）」のメンバーとして出演 |
| 2015年07月 | うさぎ追いし              | Chelip             | 監督・脚本：添谷泰一、Chelipとして出演                                                                                            |

### DVD
| 日付           | 名称                                                                       | 内容 |
| -------------- | -------------------------------------------------------------------------- | --- |
| 2014年02月10日 | 大特撮巨編ネギマンDVD                                                      | ガイナックス制作、仕様：画面16:9/DVD-VIDEO/日本語・英語・韓国語字幕入り/全4話(合計約35分) 映像特典：メイキング約30分、主題歌PV、主題歌カラオケ) |
| 2020年03月09日 | ドキュメンタリーDVD『Chelip ふたりのprologue～その日、永遠になったふたり』 | DVD-R版 |

### 書籍・雑誌・刊行物

#### 全国版
| 日付           | 名称                                                                           | 内容                                                                          |
| -------------- | ------------------------------------------------------------------------------ | ----------------------------------------------------------------------------- |
| 2010年05月06日 | 季刊「pure2」Vol.57（辰巳出版）                                                | 「NEW FACE DATA FILE 藤井美音」読者プレゼント用サイン有り                     |
| 2013年07月19日 | 「全国あいどるmap 2013-2014」エンターブレイン社刊                              |                                                                               |
| 2013年10月15日 | 週刊プレイボーイ43号 特集『進化系グループアイドル名鑑100組の希望と不安』       |                                                                               |
| 2014年01月16日 | 月刊ドカント2月号「2014ネクストブレイクアイドル全国版図鑑」                    | 関東地区のみ販売、Amazon通販にて購入可                                        |
| 2014年02月25日 | TRASH-UP!!vol.17 特集「アイドル50人に聞く2013私のベスト5」                     | 藤井美音 の答えたアンケート掲載                                               |
| 2014年04月18日 | SHIBUYA109 GIRLS SNAP（学研ムック）                                            | 井次麻友がファッションチェックコーナーで掲載                                  |
| 2014年08月30日 | BUBKA10月号「ライブアイドルCDレビュー」                                        | 南波一海さんの執筆による「恋愛至上主義」レビュー記事                          |
| 2014年10月20日 | TRASH-UP!!vol.20 「ライブアイドル音源探求の旅 byタカミ」                       | タカミさんの執筆による「恋愛至上主義」レビュー記事                            |
| 2015年02月05日 | TRASH-UP!!vol.21 特集「アイドル251人に聞く 2014 私のベスト5」                  | 藤井美音 の答えたアンケート掲載                                               |
| 2015年03月09日 | BOMB 2015年 4月号「今月のご当地が～る」                                        |                                                                               |
| 2015年04月06日 | TopYell 5月号 特集「鳥取初の“愛に行くアイドル”Chelip」                         |                                                                               |
| 2015年07月13日 | 昭文社「まっぷる ご当地アイドル」                                              | 鳥取県担当で掲載、プレゼント付、島根県担当でラッテフレンズとしても掲載        |
| 2015年07月30日 | Rocks Entertainment「CHUGOKU SHIKOKU IDOL FILE」                               |                                                                               |
| 2015年08月25日 | TowerRecords「bounce」382号                                                    | Chelipをカラー半ページで紹介                                                  |
| 2015年09月30日 | BUBKA11月号「ライムスター宇多丸のマブ論」                                      | 3rdCD紹介記事                                                                 |
| 2015年12月25日 | TowerRecords「bounce」386号                                                    | 4thCD紹介記事                                                                 |
| 2016年02月28日 | BUBKA4月号「ライムスター宇多丸のマブ論」                                       | 4thCD紹介記事                                                                 |
| 2016年11月24日 | TowerRecords「bounce」397号                                                    | 6thCD紹介記事                                                                 |
| 2016年12月21日 | 楽遊IDOL PASS創刊2号                                                           | 業界初！クーポン付アイドル専門誌、70組掲載                                    |
| 2016年12月29日 | BUBKA2月号「ライムスター宇多丸のマブ論」                                       | 6thCD紹介記事                                                                 |
| 2017年01月25日 | TowerRecords「bounce」399号                                                    | 6thCD紹介記事                                                                 |
| 2017年03月20日 | 楽遊IDOL PASS創刊3号                                                           | 業界初！クーポン付アイドル専門誌、80組掲載                                    |
| 2017年07月20日 | 楽遊IDOL PASS Vol.4(関東B+西日本版)                                            | クーポン付アイドル専門誌                                                      |
| 2016年08月25日 | TowerRecords「bounce」406号                                                    | Chelipインタビュー記事                                                        |
| 2017年08月25日 | DMM.com社「月刊TaSHITE9月号」                                                  | 南波一海が選ぶご当地アイドル18傑                                              |
| 2018年01月25日 | TowerRecords「bounce」411号                                                    | 激動の2017年を厳選ディスクとニュースで改めて振り返る、Chelipインタビュー記事  |
| 2018年02月28日 | BUBKA4月号「ライムスター宇多丸のマブ論」「南波一海のライブアイドル a go go!!」 | 8thCD紹介記事                                                                 |
| 2018年04月06日 | シンコーミュージック「IDOL FILE Vol.08」                                       | Chelip・井次麻友 紹介                                                         |
| 2018年11月25日 | TowerRecords「bounce」421号                                                    | Chelipインタビュー記事                                                        |
| 2018年12月25日 | TowerRecords「bounce」422号                                                    | 2018年の今年の1枚コーナー                                                     |
| 2019年01月25日 | TowerRecords「bounce」423号                                                    | アイドル・シーンを振り返る恒例企画/ZOKKON OF THE YEAR                         |
| 2019年04月20日 | 楽遊IDOL PASS Vol.11                                                           | 業界初！クーポン付アイドル専門誌                                              |
| 2019年07月25日 | TowerRecords「bounce」429号                                                    | 単独インタビュー記事                                                          |
| 2019年12月06日 | Disk union「いますぐ聴いてほしい2019年オールジャンル1000」                     | アルバム「LAST FIRST - CHELIP ALL TIME BEST -」の紹介                         |
| 2019年12月25日 | TowerRecords「bounce」434号                                                    | 2019年の100枚に各ライターが選ぶプラス・ワンの中でChelipの「LAST FIRST」の紹介 |
| 2020年01月25日 | TowerRecords「bounce」435号                                                    | 特集：ZOKKON OF THE YEAR 19→20にてChelipの「LAST FIRST」の紹介                |

#### ローカル版
| 日付           | 名称                                   | 内容                                                                     |
| -------------- | -------------------------------------- | ------------------------------------------------------------------------ |
| 2012年11月16日 | 「DARAZ PRESS 798」2012年12月号        | 表紙写真、インタビュー記事                                               |
| 2012年12月04日 | 「Lazuda」2012年12月号                 | インタビュー記事                                                         |
| 2012年12月10日 | 「カミナリ 019」                       | モデル写真、インタビュー記事                                             |
| 2014年06月25日 | 「Lazuda」2014年7月号                  | 全国主要タウン情報誌28誌共通企画 ロコドルFILEに掲載                      |
| 2014年11月01日 | 「DARAZ PRESS 798」2014年11月号 Vol.17 | 表紙写真                                                                 |
| 2015年08月01日 | 「KANSAI TENDANCE Vol.2」              | 関西圏のみで配布の女子大学生向けフリーペーパー、藤井美音インタビュー記事 |
| 2016年04月25日 | 「Lazuda」2016年5月号                  | 「LOVEガイナーレ」にガイナーレ鳥取もりあげ隊として紹介                   |
| 2017年04月20日 | 「LIFE@TOTTORI」5･6月版                | ガイナーレ鳥取もりあげ隊として紹介                                       |
| 2018年01月25日 | 「Lazuda」2018年2月号                  | 8th新曲インストアライブ案内、プレゼントコーナー                          |

#### その他
| 日付         | 名称                             | 内容                                                                           |
| ------------ | -------------------------------- | ------------------------------------------------------------------------------ |
| 2012年02月～ | 米子市観光協会(美水の郷)PRビデオ | 藤井美音、米子市観光協会ホームページ、あいのりビジョン                         |
| 2012年04月～ | 米子市観光協会(米子下町)PRビデオ | 藤井美音、米子市観光協会ホームページ、あいのりビジョン                         |
| 2013年       | 鳥取クリエイターズファイル vol.1 | 発行元：(社)山陰コンテンツビジネスパーク協議会                                 |
| 2014年03月   | 鳥取クリエイターズファイル vol.2 | 発行元：(社)山陰コンテンツビジネスパーク協議会・まんが王国とっとり秋葉原倶楽部 |

### 新聞
| 日付             | 名称                                                                                      | 内容           |
| ---------------- | ----------------------------------------------------------------------------------------- | -------------- |
| 2012年10月19日   | 日本海新聞 Chelip紹介                                                                     |                |
| 2012年11月06日   | 日本海新聞 アルファビルオープン                                                           |                |
| 2013年08月09日   | 毎日新聞 夕刊 大阪版「現代女子論：第5講「アイドル 部活より学校より、自分」                |                |
| 2014年04月18日   | 朝日新聞 鳥取地方版 「とり発！」第1回 ローカルアイドル「Chelip」奮闘                      | イラスト漫画付 |
| 2014年04月26日～ | 朝日新聞 鳥取地方版 毎週土曜日連載コラム「ちぇりっぷのPiPiPi」                            | 詳細前述       |
| 2014年09月12日   | 朝日新聞 鳥取地方版 「アメ横でライブと県物産展 Chelipが計画」                             |                |
| 2014年09月26日   | 朝日新聞 鳥取地方版 「Chelipに知事がエール 東京のイベント前に」                           |                |
| 2014年10月06日   | 朝日新聞 鳥取地方版 「ライブと物産展で鳥取PR アメ横でChelip」                             |                |
| 2014年12月21日   | 日本海新聞 今が、知るとき。ちゃんと、北方領土『家族で語ろう四島のこと。』in鳥取県         |                |
| 2015年01月03日   | 日本海新聞 正月版第二部 なんてたってアイドルジモドルはばたく                              |                |
| 2015年03月02日   | 山陰中央新報 鳥取県西部のユニット Chelip 活動の場全国へ                                   |                |
| 2017年01月18日   | 日本経済新聞 【体・験・学】アイドル追っかけ中（3）                                        |                |
| 2017年02月03日   | 山陰中央新報 くらし 結成5年飛躍誓う 鳥取県西部初ご当地アイドル Chelip                     |                |
| 2018年02月23日   | 読売中高生新聞 コラム「番外地」タワーレコード 嶺脇育夫 アイドルを語る 軽快！ 鳥取発Chelip |                |
| 2018年11月30日   | 朝日新聞 滋賀地方版 「鳥取のアイドルに楽曲提供」                                          |                |
| 2018年12月03日   | 朝日新聞 鳥取地方版 「Chelipへ楽曲」                                                      |                |
| 2019年03月20日   | 山陰中央新報 満時し東京で単独ホールライブ                                                 |                |
| 2019年08月24日   | 山陰中央新報 女性2人組｢Chelip｣アイドル活動引退                                            |                |
| 2019年09月18日   | 山陰中央新報 さよならChelip 米子で引退コンサート                                          |                |

### WEB
| 日付                            | 名称                                                             | 内容 |
| ------------------------------- | ---------------------------------------------------------------- | --- |
| 2014年03月12日 - 2014年05月15日 | NTT東日本フレッツ光WebCM「方言彼女。×フレッツ光おうちWi-Fi」     | 出演：井次麻友 鳥取県方言講師役、最終投票結果2位                                                              |
| 2014年06月09日 -                | BiS「NERVE」特設サイト、「日本エヴィゾリ化計画」公式サイト       | サイトオープン第一弾アイドルとして参加、併せてYouTube動画掲載                                                 |
| 2014年08月31日 - 2014年09月14日 | ウタ娘DMMチャリティオークション                                  | サイン入りうちわ(9/7最終落札価格は井次麻友3,000-、藤井美音3,500-)、サイン入りTシャツ(2,500-)                  |
| 2014年12月30日                  | アイドル楽曲大賞                                                 | 地方インディーズ部門で「恋愛至上主義」が10位入賞。                                                            |
| 2015年04月02日                  | カラーミーショップ大賞2015                                       | 全国の6万店舗以上の中からNo.1を決めるイベント、ノミネート数1097店舗のうち、書籍・音楽部門26店舗にノミネート。 |
| 2015年06月22日                  | 守ろう！自転車の交通ルール〜NEGIMAN meets Boys〜                 | 鳥取県制作 出演：ネギマン、井次麻友、鳥取県Youtube公式チャンネルにて公開                                      |
| 2015年09月03日                  | 南波一海のアイドル三十六房（Ustream配信番組）                    | 音楽ライター南波一海、タワーレコード嶺脇社長のレギュラー配信番組、ゲスト出演。                                |
| 2016年04月28日                  | 南波一海のアイドル三十六房（AbemaTV配信番組）                    | 音楽ライター南波一海、タワーレコード嶺脇社長のレギュラー配信番組、ゲスト出演。                                |
| 2016年12月01日                  | 南波一海のアイドル三十六房（AbemaTV配信番組）                    | 音楽ライター南波一海、タワーレコード嶺脇社長のレギュラー配信番組、ゲスト出演。                                |
| 2016年12月02日                  | 関西ウォーカーTV 神戸ルミナリエ2016 点灯式＆会場レポート生中継！ | AbemaTV・Ustream・ニコ生配信番組、会場レポーターとして出演。                                                  |
| 2017年06月03日                  | ニコニコ生放送「 ミューミュー芸能プロダクション」                | 生放送にてゲスト出演。                                                                                        |
| 2017年06月14日                  | カレッジフェスタ「キャンパスレポート」（Fresh!配信番組）         | Chelip紹介。                                                                                                  |
| 2017年08月03日                  | 南波一海のアイドル三十六房（AbemaTV配信番組）                    | 音楽ライター南波一海、タワーレコード嶺脇社長のレギュラー配信番組、ゲスト出演。                                |
| 2018年02月01日                  | 南波一海のアイドル三十六房（AbemaTV配信番組）                    | 音楽ライター南波一海、タワーレコード嶺脇社長のレギュラー配信番組、ゲスト出演。                                |
| 2018年05月28日                  | 鳥取県の広報アニメ「アルケロンレポート」                         | とっとり動画ちゃんねる、声優出演。                                                                            |
| 2018年11月08日                  | 南波一海のアイドル三十六房（AbemaTV配信番組）                    | 音楽ライター南波一海、タワーレコード嶺脇社長のレギュラー配信番組、ゲスト出演。                                |

### WEBマガジン
| 日付             | 内容 |
| ---------------- | --- |
| 2013年04月07日   | 日刊サイゾー 「このローカルアイドルを見よ！」【第2回】鳥取発！企画力と行動力で運命を切り開く、自発型アイドル「Chelip」                                         |
| 2013年06月04日   | WEB TJ OLOVE 「まかちょースペシャル探検隊」『萌えろ岡山！idol VS techno 薫風の陣』密着240分！                                                                  |
| 2013年09月12日   | 読むナビDJ 第82回：あなたの近くにもいるGMT(地元)アイドル10選：中国・四国編                                                                                     |
| 2014年01月16日   | ドカント 「ローカルアイドル大図鑑 - 2014ネクストブレイクアイドル全国版図鑑」                                                                                   |
| 2014年04月18日   | 朝日新聞デジタル ローカルアイドル「Chelip」奮闘 |
| 2014年04月26日 - | 朝日新聞デジタル「ちぇりっぷのPiPiPi」連載開始 |
| 2014年08月11日   | FC町田ゼルビアオフィシャルサイト-レポート&フォトギャラリー |
| 2014年11月03日   | 産経ニュース ご当地アイドル発見 「Chelip(上) 私たちから会いに来ます 鳥取をメジャーに押し上げる歌姫たち」                                                       |
| 2014年11月09日   | 産経ニュース ご当地アイドル発見 「Chelip(下) ネギマンとともに鳥取グルメをアピール」                                                                            |
| 2015年03月06日   | ウレぴあ総研 "アイドルソング"はこんなに自由だ! 南波一海氏と語る、100組100曲コンピ[JAPAN IDOL FILE2」                                                           |
| 2015年09月15日   | Mikiki 鳥取の最強コンビ・Chelipが放つ初の全国流通シングルは、一直線にポジティヴなダンス・ナンバー“Change the Power!!!”                                         |
| 2015年09月24日   | ウレぴあ総研 急増中! 大注目デュオアイドル＆ガールズユニット特集40＋α                                                                                           |
| 2016年01月18日   | Mikiki 大阪★春夏秋冬、sendai☆syrup、Chelip、Negicco、モー娘。'15など、年末年始に届いた注目アイドル盤をまとめて紹介!                                            |
| 2016年02月02日   | Mikiki 【特集：ZOKKON OF THE YEAR 2015 to 2016】Pt.1 bounce編集部が選ぶ、2015年のアイドル盤TOP40（ぐらい）!                                                    |
| 2017年01月27日   | NIKKEI STYLE なんてったってアイドルの追っかけはやめられない♪前編                                                                                               |
| 2017年01月28日   | NIKKEI STYLE なんてったってアイドルの追っかけはやめられない♪後編                                                                                               |
| 2017年02月01日   | Mikiki 【特集：ZOKKON OF THE YEAR 16→17】Pt.2 ハロプロ関連作やBILLIE IDLE®、夢アドら2016年が生んだ必聴盤の一部を紹介!                                          |
| 2017年09月01日   | Mikiki Chelip『これって恋だと思うんだ／輝る風の中の全て』 鳥取の人気ユニットが5年間の道程と新たな名曲を語る                                                    |
| 2018年02月09日   | Mikiki 【特集：ZOKKON OF THE YEAR 17to18】Chelipが音楽への愛を込めたニュー・シングル“ソング・フォー・ユー”を語る                                               |
| 2018年02月14日   | Mikiki 【特集：ZOKKON OF THE YEAR 17to18】アイドルネッサンス、清竜人25、ひめキュン、℃-ute―2017年の必聴盤をプレイバック!BEST NINE '17 by Peace! Kubota          |
| 2018年03月28日   | 産経WEST 【かくっちょのご当地万歳】「IDOL QUEEN」西日本制覇…ローカルマガジンが目指す全国展開                                                                   |
| 2018年11月29日   | Mikiki 【ZOKKON -candy floss pop suite-】 第82回 Pt.1 Chelip『サマータイムシンデレラ』 初のワンマンも控えた二人が語る、待望のニュー・シングルに込めた想いとは? |
| 2019年01月19日   | popnroll.tv 【小出祐介&南波一海「小出は明日、昨日の南波と連載する」】第22回：Chelip、AH（嗚呼）、Dressing、O'CHAWANZ                                           |
| 2019年08月05日   | Mikiki INTERVIEW Chelip『LAST FIRST - CHELIP ALL TIME BEST -』 数々の名曲と実り多き7年を振り返る、これが最後のインタヴュー!                                    |
| 2019年12月27日   | Mikiki 【特集：OPUS OF THE YEAR 2019】ライター陣の選ぶ2019年の〈＋1枚〉                                                                                        |
| 2020年01月31日   | Mikiki 特集：ZOKKON OF THE YEAR 19→20 |